# Roland Riese (Politiker)

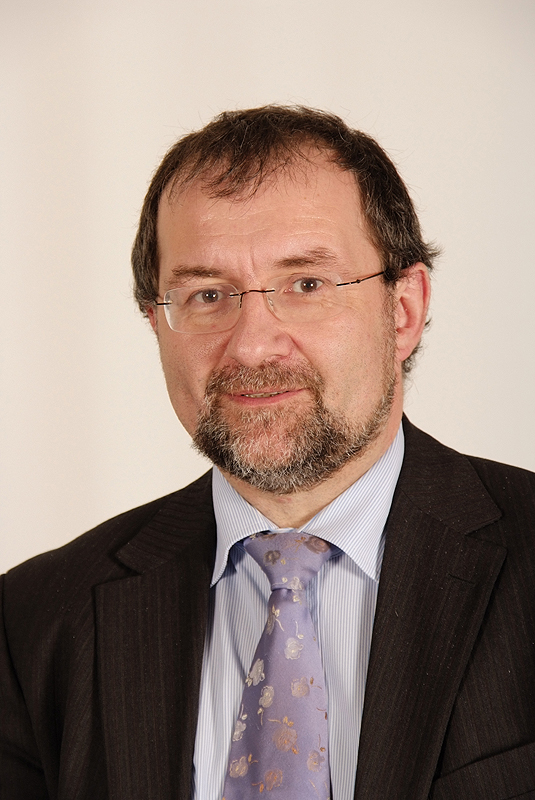
Roland Riese im November 2009

Roland Riese (* 29. Juli 1960 in Neuenhaus, Landkreis Grafschaft Bentheim) ist ein deutscher Politiker (FDP). Er war von 2003 bis 2013 Abgeordneter des Niedersächsischen Landtages.

## Leben und Beruf
Nach dem Abitur studierte Riese von 1978 bis 1984 Musik an der Nordwestdeutschen Musikakademie in Detmold. Sein Studium beendete er mit drei Diplomprüfungen zum Musikschullehrer. Riese gehörte dem Studentenparlament und dem AStA der Musikhochschule Detmold an. Später gründete er als Mitglied der GDMK (Gewerkschaft der Musikerzieher und konzertierender Künstler) den Betriebsrat der Musikschule Soest. Nach einer mehrjährigen Unterrichtstätigkeit in Westfalen wurde Riese im Jahr 1989 zum Leiter der Musikschule Emden berufen. Diese Aufgabe nahm er bis zu seiner Wahl in den Landtag 2003 wahr; nach seinem Ausscheiden aus dem Landtag 2013 wurde das Arbeitsverhältnis aufgelöst.
Roland Riese ist in zweiter Ehe mit der Künstlerin Caladh verheiratet.
Im Juni 2014 wurde Riese von der University of West Florida zum Master of Business Administration (MBA) graduiert. Im März 2015 erhielt Riese die Einladung in die Beta Gamma Sigma Society, der er seither angehört.

## Partei
Riese ist seit 1990 Mitglied der FDP. Er war von 1994 bis 2008 Kreisvorsitzender der FDP Emden und von 1996 bis 2014 Bezirksvorsitzender der FDP Ems-Jade.

## Abgeordneter
1991 wurde Riese erstmals in den Rat der Stadt Emden gewählt, dem er von 1991 bis 1996 und von 2001 bis 2006 angehörte. Nach zwei Kandidaturen (1994 und 1998) wurde er im Jahr 2003 erstmals in den Niedersächsischen Landtag gewählt. Im 15. niedersächsischen Landtag gehörte er dem Unterausschuss für Häfen und Schifffahrt sowie der Ausländerkommission an. Er war hier stellvertretendes Mitglied des Petitionsausschusses und des Ausschusses für Wissenschaft und Kultur.
Bei der niedersächsischen Landtagswahl 2008 zog Riese erneut über die Landesliste der FDP in den 16. niedersächsischen Landtag ein. Er gehörte dem Unterausschuss für Häfen und Schifffahrt an. Außerdem gehörte er der Integrationskommission des Landtages an, die die Arbeit der Ausländerkommission fortsetzt. Roland Riese war Vorsitzender des Ausschusses für Soziales, Frauen, Familie, Gesundheit und Integration.